# Annika Taylor
Annika Taylor (* 4. Juni 1993 in Truckee) ist eine ehemalige britische Skilangläuferin.

## Werdegang
Taylor, die für den Lillehammer Skiklub startete, trat im Januar 2014 in Soldier Hollow erstmals bei der US Super Tour und kam dabei auf den 31. Platz über 10 km klassisch. Bei den U23-Weltmeisterschaften 2014 im Fleimstal belegte sie den 44. Platz im Sprint, den 40. Rang über 10 km klassisch und den 35. Platz im Skiathlon. Im Februar 2015 erreichte sie in Craftsbury mit dem zweiten Platz über 10 km Freistil ihre erste Podestplatzierung bei der US Super Tour. Ihre ersten Weltcuprennen lief zu Beginn der Saison 2015/16 bei der Weltcup-Minitour in Ruka, die sie auf dem 62. Platz beendete. Bei den U23-Weltmeisterschaften 2016 in Rasnov errang sie den 36. Platz im Sprint, den 34. Platz über 10 km klassisch und den 30. Platz über 10 km Freistil. Die Ski Tour Canada 2016 beendete sie auf dem 42. Platz. Im folgenden Jahr belegte sie bei den nordischen Skiweltmeisterschaften 2017 in Lahti den 58. Platz über 10 km klassisch, den 41. Rang im Skiathlon und jeweils den 38. Platz im Sprint und im 30-km-Massenstartrennen. Im März 2017 kam sie beim Weltcup-Finale in Québec auf den 46. Platz. Dabei erreichte sie mit dem 39. Platz im 10-km-Massenstartrennen ihre beste Platzierung im Weltcupeinzel. Diese Platzierung errang sie zudem einen Monat zuvor im Sprint in Otepää. Bei den norwegischen Meisterschaften 2017 wurde sie Zweite mit der Staffel. Im folgenden Jahr lief sie bei den Olympischen Winterspielen in Pyeongchang auf den 75. Platz über 10 km Freistil und auf den 60. Platz im Skiathlon. Letztmals international startete sie bei den Nordischen Skiweltmeisterschaften 2019 in Seefeld in Tirol. Dort belegte sie den 58. Platz über 10 km klassisch, den 53. Rang im Sprint und den 16. Platz zusammen mit Nichole Bathe im Teamsprint.